# Dicranomyia sanctigeorgii
Dicranomyia sanctigeorgii là một loài ruồi trong họ Limoniidae. Chúng phân bố ở miền Australasia.